# Edgar Ablowich
Edgar Ablowich (anglès: Edgar Allen Ablowich)  (Greenville, 29 d'abril de 1913 - Virginia Beach, 6 d'abril de 1998) va ser un atleta estatunidenc, especialista en curses de velocitat, que va competir durant la dècada de 1930.
El 1932 va prendre part en els Jocs Olímpics de Los Angeles, on va guanyar la medalla d'or en la prova dels 4x400 metres relleus del programa d'atletisme. Formà equip amb Ivan Fuqua, Karl Warner i Bill Carr i establiren un nou rècord del món de la prova amb un temps de 3'08.2".
Estudià a la Universitat del Sud de Califòrnia i acabà fent de professor d'economia a la Universitat de Wyoming.

## Millors marques
- 400 metres llisos. 47.5" (1932)[1][2]